# Phortica semivirgo
Phortica semivirgo är en tvåvingeart som först beskrevs av Maca 1977.  Phortica semivirgo ingår i släktet Phortica och familjen daggflugor. Arten är reproducerande i Sverige. Inga underarter finns listade i Catalogue of Life.